# Прадалунга
Прадалу̀нга (на италиански: Pradalunga; на ломбардски: Predalonga, Предалонга) е малкло градче и община в Северна Италия, провинция Бергамо, регион Ломбардия. Разположено е на 327 m надморска височина. Населението на общината е 4643 души (към 2017 г.).